# Cacoxenus multidentatus
Cacoxenus multidentatus är en tvåvingeart som beskrevs av Tsacas och Chassagnard 1999. Cacoxenus multidentatus ingår i släktet Cacoxenus och familjen daggflugor. Inga underarter finns listade i Catalogue of Life.